# Madagascarophis
Madagascarophis is een geslacht van slangen uit de familie Pseudoxyrhophiidae.

## Naam en indeling
De wetenschappelijke naam van de groep werd voor het eerst voorgesteld door Robert Friedrich Wilhelm Mertens in 1952. Er zijn vijf soorten, inclusief de pas in 2016 beschreven soort Madagascarophis lolo. De wetenschappelijke geslachtsnaam Madagascarophis betekent vrij vertaald 'slangen van Madagaskar'; ophis = slang.

## Uiterlijke kenmerken
De lichaamskleur is bruin tot grijs met donkere vlekken aan de bovenzijde. De kop is duidelijk te onderscheiden van het lichaam door de aanwezigheid van een insnoering. De ogen zijn relatief zeer groot en hebben een verticale pupil.

## Levenswijze
De slangen zijn tijdens de schemering en 's nachts actief. Ze jagen op hagedissen zoals skinken, kameleons en gekko's en ook kikkers, vogels en slangen worden buitgemaakt.

## Verspreiding en habitat
Alle soorten komen voor in delen van Afrika en leven endemisch op Madagaskar. De habitat bestaat uit droge tropische en subtropische bossen, vochtige tropische en subtropische laaglandbossen, scrublands en graslanden. Ook in door de mens aangepaste streken zoals weilanden, akkers en landelijke tuinen kunnen de dieren worden aangetroffen.

## Beschermingsstatus
Door de internationale natuurbeschermingsorganisatie IUCN is aan drie soorten een beschermingsstatus toegewezen. De slangen worden beschouwd als 'veilig' (Least Concern of LC).

## Soorten
Het geslacht omvat de volgende soorten, met de auteur en het verspreidingsgebied.
| Naam                         | Auteur                                                | Verspreidingsgebied             |
| ---------------------------- | ----------------------------------------------------- | ------------------------------- |
| Madagascarophis colubrinus   | Schlegel, 1837                                        | Madagaskar, Nosy Be, Nosy Komba |
| Madagascarophis fuchsi       | Glaw, Kucharzewski, Köhler, Vences & Nagy, 2013       | Noordelijk Madagaskar           |
| Madagascarophis lolo         | Ruane, Burbrink, Randriamahatantsoa & Raxworthy, 2016 | Madagaskar                      |
| Madagascarophis meridionalis | Domergue, 1987                                        | Madagaskar                      |
| Madagascarophis ocellatus    | Domergue, 1987                                        | Madagaskar                      |